# Antisémitisme au Japon
Avec seulement une petite et relativement discrète population juive, le Japon ne présentait pas de trace d'antisémitisme traditionnel jusqu'à ce que l'idéologie et la propagande nationaliste influencent un petit nombre de Japonais dans les années précédant la Seconde Guerre mondiale

## Historique
En 1918, l'armée impériale japonaise envoie des troupes en Sibérie pour coopérer avec les Armées blanches dans leur lutte contre les bolcheviks. Les soldats blancs possédaient des exemplaires des Protocoles des Sages de Sion qui permirent aux soldats japonais de découvrir l'antisémitisme. Les Protocoles continuent d'être utilisés comme évidence d'une conspiration juive pour dominer le monde, même s'ils sont reconnus être un faux fabriqué par la police tsariste.  
Selon David Kranzler, historien et professeur à l'université de la Ville de New York:
« La distinction majeure entre la forme japonaise et la forme européenne d'antisémitisme, semble provenir de la longue tradition chrétienne d'identification du Juif avec le diable, l'Antéchrist ou sinon quelqu'un impossible à rédimer… Les Japonais ignorent cette image chrétienne du Juif et apportèrent à leur lecture des Protocoles, une perspective totalement différente. Les Chrétiens essayaient de résoudre le problème des Juifs en les éliminant; les Japonais essayaient d'exploiter leur prétendues richesse et puissance à l'avantage du Japon. »

### Avant la Seconde Guerre mondiale
En 1925, le capitaine Norihiro Yasue publie la première traduction en japonais des Protocoles. Spécialiste de la langue russe, il est attaché au service du général Grigori Semenov exilé à Dalian, un antisémite virulent qui distribue des exemplaires des Protocoles à tous ses soldats. Yasue, ainsi qu'une petite douzaine d'autres soldats japonais lit et accepte les prémisses des Protocoles et contribue pendant un certain temps à différentes publications antisémites telle que Kokusai Himitsu Ryoku no Kenkyu   (国際秘密力の研究, Études d'une conspiration internationale) sous le nom de plume de Hō Kōshi.  Il changera plus tard d'opinion quand le Japon signera en 1940 le pacte tripartite, qui scelle formellement l'alliance du Japon avec l'Allemagne nazie. Sa nouvelle position prosémite conduira à son renvoi de l'armée japonaise.
Dans les années 1930, Minetaro Yamanaka (山中峯太郎) écrit des histoires au sujet du Yudayaka (Le péril juif). Journaliste important du journal tokyoïte Asahi Shinbun, Yamanaka, est un auteur prolifique de romans pour enfants. Il publie sous forme de feuilleton le roman Daitō no Tetsujin (Superman du Grand Orient), d'août 1933 jusqu'à la fin de 1934, dans le périodique Shōnen Kurabu (Club de jeunes), lu principalement par les enfants entre 8 et 12 ans. Le héros de cette histoire est le détective Hongō Yoshiaki qui se bat contre le méchant Sekima, chef de l'Alliance sioniste secrète, une mystérieuse organisation juive cherchant à ébranler l'Empire japonais. Un extrait de Superman du Grand Orient:
« Il y a environ 13,5 millions de Juifs dispersés autour du monde. Il y a des centaines d'années, ils ont avalé toute la richesse du monde. Particulièrement aux États-Unis, en Grande-Bretagne, en France et aussi dans d'autres pays occidentaux, il y a de nombreux Juifs riches qui font ce qu'ils veulent avec l'argent du peuple… Cette richesse est utilisée pour augmenter la puissance invisible juive en Europe et aux États-Unis…Ces inquiétants Juifs ont une société secrète appelée Alliance de Sion. Le but de l'Alliance de Sion est que…toutes les nations soient gouvernées par les Juifs…C'est une véritable conspiration. »
Yamanaka cesse d'écrire avec la capitulation du Japon en août 1945, mais Kōdansha Ltd. continua de réimprimer cette série jusque dans les années 1970.
En 1936, le lieutenant-général Nobutaka Shiōden retraduit les Protocoles en japonais. Shiōden est devenu un fervent antisémite et un partisan de la théorie du complot juif, lors de ses études en France. De retour au Japon, il devient un actif propagandiste de l'antisémitisme.
L'historien Brian Victoria affirme que Tanaka Chigaku a favorisé l'antisémitisme dès 1937, en publiant Shishi-ō Zenshū Daisan-shū (Œuvres complètes du Roi Lion) dans lesquelles il écrit : 
« À présent, soixante à soixante-dix pour cent de l'argent mondial se trouveraient dans des mains juives. Il y a de nombreux pays pauvres et sans argent qui se trouvent obligés d'accepter des fonds de l'étranger afin de s'en sortir, et en conséquence doivent se soumettre aux Juifs pour emprunter l'argent dont ils ont besoin. Typiquement, les Juifs investissent dans les transports, les usines électriques, les chemins de fer et métros etc. La raison pour cela est basée sur le plan décrit dans les Protocoles afin de fomenter constamment une révolution dans différents pays, conduisant éventuellement à leur effondrement. C'est alors que les Juifs seront capables de s'en approprier. »
Selon Victoria, « Tanaka soutient que les Juifs sont en train de fomenter de l'agitation sociale afin de gouverner le monde…[Il indique] que les Juifs prêchent le libéralisme, particulièrement parmi les cercles académiques, dans le cadre de leur plan pour détruire le sens moral des gens;...Encouragé par des hommes tels que Tanaka, l'antisémitisme se répandit rapidement dans la société japonaise, malgré la presque absence totale de Juifs ».

### La Seconde Guerre mondiale
En 1941, le colonel SS Josef Meisinger essaye d'influencer les Japonais à exterminer les 18 000-20 000 Juifs qui se sont enfuis d'Autriche et d'Allemagne et ont trouvé refuge dans la ville de Shanghai occupée par les troupes japonaises,. Sa demande comprenait soit la construction d'un camp de concentration sur l'ile de Chongming dans le delta du Yangzi Jiang soit de regrouper tous les Juifs et les laisser mourir de faim sur des cargos à distance des côtes chinoises.
L'amiral japonais chargé du contrôle de Shanghai ne cède pas à la pression de Meisinger ; cependant, les Japonais construisent un ghetto dans le district de Hongkou , qui avait été déjà prévu par Tokyo dès 1939: un bidonville avec deux fois la densité de population de Manhattan. Le ghetto est strictement isolé du reste de Shanghai par les troupes japonaises sous le commandement du fonctionnaire japonais Kano Ghoya et les Juifs ne peuvent sortir du ghetto qu'avec une permission spéciale. Quelque 2 000 Juifs périssent dans le ghetto de Shanghai pendant la période de guerre, principalement de faim ou de maladie.
Brian Victoria affirme aussi que Haku'un Yasutani était « l'un des rares maîtres zen à intégrer un antisémitisme virulent dans sa position en faveur de la guerre ». Il cite le Dōgen Zenji to Shūshōgi de Yasutani en date de 1943 : 
« Nous devons être conscients de l'existence de l'enseignement démoniaque des Juifs qui affirment des choses comme [l'existence] de l'égalité dans le monde phénoménal, défigurant ainsi l'ordre public dans notre société et détruisant le contrôle gouvernemental. Mais pas uniquement cela, ces conspirateurs démoniaques possèdent le délire bien établi et la croyance aveugle qu'…ils sont les seuls à avoir été choisis par Dieu et sont donc un peuple exceptionnellement supérieur. Le résultat de tout cela est un projet perfide d'usurper le contrôle et de dominer le monde entier, provoquant ainsi le grand chambardement présent.  »
Bien qu'Yasutani soit bien connu comme ayant été l'ami et le mentor du propagandiste nazi Karlfried Graf Dürckheim, Victoria pense que l'antisémitisme japonais évolue indépendamment, trouvant son origine dans « le rôle social réactionnaire endogène que le bouddhisme institutionnel jouait dans la société japonaise après l'ère Meiji  ».

### L'après Seconde Guerre mondiale

#### Les années 1970
Le 30 mai 1972, trois membres de l'Armée rouge japonaise arrivent à l'aéroport de Lod (maintenant dénommé Aéroport Ben Gourion) près de Tel Aviv en Israël, à bord du vol 132 d'Air France, en provenance de Rome. Agissant au nom du Front populaire de libération de la Palestine, ils entrent dans la salle d'attente de l'aéroport, et dans ce qui sera connu sous le nom de Massacre de l'aéroport de Lod, ils saisissent des armes automatiques de leurs valises et ouvrent le feu sur le personnel de l'aéroport et les visiteurs : 26 personnes meurent et 80 autres sont blessées.
Dans ces années 1970 et dans les décennies suivantes, de nombreux livres sont publiés sur la théorie d'ancêtres communs aux Juifs et aux japonais. Des théories et explications sur le contrôle supposé du monde par les Juifs circulent en nombre. Ces livres, dénommés tondemo-bon (livres extravagants ou absurdes) contiennent des éléments occultes et des spéculations style tabloïds.
Certains de ces livres sont des succès d'édition. Ainsi en est-il du Secret du pouvoir juif qui fait bouger le monde, du journaliste Eizaburo Saito, par ailleurs parlementaire du Parti libéral-démocrate, le parti au pouvoir.
En 1979, le livre 日本人に謝りたい あるユダヤ人の懺悔 Nihonjin ni ayamaritai - Aru yudayajin no zange (j'aimerais m'excuser auprès des Japonais : la confession d'un sage juif) est publié. Le soi-disant auteur Mordecai Mose (モルデカイ・モーゼ) se dit rabbin, mais n'est en réalité que le pseudonyme du véritable auteur Masao Kubota, (久保田政男). Kubota lance aussi la rumeur que Enola Gay, le nom de l'avion qui lança la bombe A sur Hiroshima, signifie en yiddish: Tuer l'empereur. Cette rumeur absurde et sans fondement est toujours prise au sérieux par les antisémites.

#### Les années 1980
En 1984, est publié le livre 世界を動かすユダヤ・パワーの秘密 Sekai wo ugokasu yudaya pawah no himitsu (Secrets de la puissance juive qui contrôle le monde), basé sur la théorie du complot juif, dont l'auteur Eizaburo Saito (斉藤栄三郎) est un membre dirigeant du Parti libéral-démocrate japonais .
En 1986 le livre ユダヤが解ると世界が見えてくる Yudaya ga wakaruto sekai ga miete kuru (Voir les Juifs, c'est voir le monde clairement), devient un best-seller au Japon. Ce livre est aussi basé sur les Protocoles, et l'auteur, Masami Uno (宇野正美), écrit que les Juifs ashkénazes sont en réalité des descendants des Khazars, et qu'en conséquence, ce sont des faux Juifs, et que les juifs séfarades sont les vrais Juifs pur-sang. Selon lui, certains Japonais sont les descendants des Dix tribus perdues d'Israël. Il prédit que les Séfarades japonais vaincront les Ashkénazes.
La même année, le livre これからの１０年間　ユダヤ・プロトコール超裏読み術―あなたに起こるショッキングな現実 Yudaya purotokoru cho-urayomi-jutsu (La façon correcte de lire les Protocoles juifs) devient aussi un best-seller au Japon. L'auteur Kinji Yajima (矢島鈞次, 1919-1994), un économiste, professeur à l'université Aoyama Gakuin, affirme que, bien que les Protocoles soient probablement un faux, « ils ont été rédigés à partir des résultats de toutes les recherches faites sur les Juifs », et qu'« il n'y a pas de doute que le contenu rassemble la philosophie des Juifs ».  
En 1987, le magazine 歴史読本 Rekishi dokuhon publie un article intitulé 世界、謎のユダヤ Sekai, nazo no yudaya (Le monde des Juifs mystérieux), qui affirme que le scandale du Watergate ainsi que l'affaire de corruption de Lockheed faisaient partie d'une conspiration juive. Il rapporte aussi que l'ancien premier ministre japonais Kakuei Tanaka (impliqué pour corruption dans l'affaire Lockheed) aurait dit : « Yudaya Nelson Rockefeller ni yarareta, yudaya ni ki wo tsukero » (Je me suis fait avoir par les Juifs, Nelson Rockefeller, méfiez-vous des Juifs) lors de sa libération provisoire sous caution en 1976.

#### Les années 1990
Entre 1992 et 1995, Aum Shinrikyō, une secte bouddhiste commettant plusieurs actes terroristes, diffuse des théories de la conspiration dans le but de recruter des lecteurs japonais. Son fondateur Shōkō Asahara, est influencé par le livre du journaliste Goto Ben (五島 勉): ノストラダムスの大予言 Nostradamusu no Daiyogen (Les Prophéties de Nostradamus), une vague traduction des Prophéties, qui devint un best-seller au Japon. Un des responsables de la secte, Hideo Murai, aurait crié « Yudaya ni yarareta » (Les Juifs m'ont eu) après avoir été poignardé à mort. Plus tard Aum Shinrikyō abandonnera ses écrits populistes et changera son nom en Aleph, la première lettre de l'alphabet hébreu.
En février 1995, le magazine Marco Polo (マルコポーロ), de la maison d'édition Bungeishunjū, un mensuel tirant à 250 000 exemplaires et destiné aux hommes japonais, publie un article écrit par le docteur Masanori Nishioka (西岡昌紀) niant la Shoah dans lequel il est indiqué: 
« La Shoah est une fabrication. Il n'y a pas eu de chambres à gaz d'extermination au camp de concentration d'Auschwitz, ni d'ailleurs dans aucun autre camp de concentration. Ce qui aujourd'hui est présenté comme des chambres à gaz dans ce qui reste du camp d'Auschwitz en Pologne, sont des fabrications d'après-guerre par le régime communiste polonais ou par l'Union soviétique qui contrôlaient le pays. Pas une seule fois, ni à Auschwitz ni dans aucun territoire contrôlé par les Allemands durant la Seconde Guerre mondiale, il n'y a eu de meurtre de masse de Juifs dans des chambres à gaz. »
Le Centre Simon-Wiesenthal basé à Los Angeles lance un boycott des annonceurs de l'éditeur Bungei Shunju, parmi lesquels Volkswagen, Mitsubishi et Cartier. En quelques jours Bungei Shunju ferme Marco Polo et son rédacteur Kazuyoshi Hanada ainsi que le président de Bungei Shunju, Kengo Tanaka, sont forcés de démissionner. Le CSW relève plus largement que « dans les années 1980 et 1990, il y a eu un tsunami de livres évoquant de multiples conspirations, dont certains qui accusaient les juifs d'être à l'origine des problèmes économiques du Japon. »    
En octobre 1999, une publication japonaise, The Weekly Post publie une histoire sur l'acquisition de la Banque de crédit long terme du Japon (renommée Shinsei Bank) par Ripplewood Holdings, société de capital-investissement, décrite dans l'article comme juive:   
« La volonté tenace du capital financier juif, qui s'enorgueillit de son énorme pouvoir et qui recouvre les marchés financiers du monde comme un fin filet, était derrière le rachat de LTCBJ. Il n'est pas difficile d'imaginer que l'offensive du capital financier juif va intensifier la lutte à couteaux tirés pour leur survie des sociétés affectées par la crise économique asiatique de 1997. »
Une forte protestation d'associations juives, principalement en dehors du Japon, amène The Weekly Post à retirer rapidement son article et à présenter des excuses sur sa page d'accueil. La publication explique son erreur en notant que « le problème provient de l'image stéréotypée du peuple juif que possèdent de nombreux Japonais ».

### Évènements récents
Il n'existe pas au Japon de législation condamnant les propos discriminatoires, permettant ainsi la libre diffusion des théories antisémites. Depuis le début du XXIe siècle, Ryu Ota, est un des principaux propagandistes de la théorie du complot juif. Il a traduit les livres d'Eustace Mullins en japonais. L'éditeur East Press a sorti, en 2009, une version en manga de Mein Kampf. 
Le 8 mars 2009, Soichiro Tahara (田原総一朗), journaliste politique et hôte de l'émission de télévision Dossier du dimanche de la chaîne TV Asahi, interpelle en direct Makiko Tanaka, à l'époque ancienne ministre des Affaires étrangères. Il lui affirme que « son père, l'ancien Premier ministre Kakuei Tanaka, s'était fait avoir par les Américains et les Juifs, et que Ichirō Ozawa, le chef du Parti démocrate du Japon aussi s'était fait avoir par les Américains et/ou les Juifs ». Le Centre Simon Wiesenthal (CSW) critiqua vivement Tahara pour ses accusations antisémites et antiaméricaines. Toujours en 2009, le CSW a critiqué l'influent quotidien économique Nihon Keizai pour la promotion de deux livres sur la crise économique ayant pour titres : Pourquoi le système financier juif s'est-il effondré ? et Argent juif : pourquoi sont-ils capables de diriger le monde ?.   
En 2014, 31 bibliothèques municipales au Japon ont signalé que 265 exemplaires du livre Le Journal d'Anne Frank et d'autres livres avaient été vandalisés, avec plusieurs pages arrachées,. Yoshihide Suga, Secrétaire général du Cabinet, rapporte que la police enquête, mais le politicien japonais Nariaki Nakayama, membre de l'Association pour la restauration du Japon affirme que ces actes ne peuvent pas avoir été commis par un Japonais, car sont contre la sensibilité japonaise. Un homme de 36 ans est arrêté le 14 mars pour vandalisme, mais en juin, le procureur annonce que l'homme ne sera pas poursuivi, après qu'un examen psychologique a révélé que l'homme était mentalement irresponsable.
En 2015, lors d'un débat sur la modification de la Constitution pour en retirer son caractère pacifiste, Taro Aso, Premier ministre en 2008-2009, estimait possible de « prendre exemple sur les nazis », qui avaient passé outre celle de la République de Weimar pour imposer leur régime. La Seconde Guerre mondiale et le génocide juif sont au Japon peu enseignés.